# La Mort tragique de Leland Drum

La Mort tragique de Leland Drum (The Shooting) est un film américain réalisé par Monte Hellman, sorti en 1966.
Commentaire extrait de la critique du journaliste S. Roulet parue dans le périodique Télérama n°976, p. 57 « Les procédés du western habituel, ses suspens truqués ont été soigneusement gommés. Les personnages ont retrouvé du même coup, presque spontanément, cette lenteur cinglante de crudité, de matérialité du vrai cinéma ».
Le réalisateur du film devait avouer dans le n°154 de la revue Cinéma 71 avoir « essayé de montrer, avec un regard neuf, les réalités de l'Ouest américain et cinématographiquement parlant, de capturer la manière d'être, les sentiments, le rythme et le parler de l'Ouest ».

## Synopsis
Deux cow-boys, Willett et Coley, escortent une mystérieuse jeune femme en échange d'une prime. Alors que le trio traverse le désert, il est rejoint par l'étrange Billy Spear, qui décide, après la mort de l'un des chevaux, de se débarrasser de Coley...

## Fiche technique
- Titre original : The Shooting
- Titre français : La Mort tragique de Leland Drum
- Réalisation : Monte Hellman
- Scénario : Carole Eastman
- Pays d'origine : États-Unis
- Format : Couleurs - 1,85:1 - Mono - 35 mm
- Genre : Western
- Durée : 82 minutes
- Dates de sortie : 
  -  Italie : 2 juin 1966 (Pesaro Film Festival)
  - 1967[pas clair]

## Distribution
- Jack Nicholson (VF : Michel Paulin) : Billy Spear
- Warren Oates : Willett Gashade
- Will Hutchins : Coley Boyard
- Millie Perkins : femme
- Charles Eastman (en) : homme barbu
- Guy El Tsosie : indien à Cross Tree
- Brandon Carroll : shérif
- B.J. Merholz : Leland Drum
- Wally Moon : Député